# 隐蔽行动
隐蔽行动（英語：Covert operation）或臥底行動（英語：Undercover operation）指在暗中实施的军事、情报或执法行动，通常涉及一名軍官、情報官或警官在正式渠道以外，以卧底的掩護身份进行特殊任務。一些隐蔽行动也是秘密行動，目的是進行保密，完全不被外界暸解行動的成果，儘管很多隐蔽行动並不是如此。
依据美国法律，中央情报局是唯一被允许执行隐蔽行动的美国政府机构。中情局执行隐蔽行动的权力来自《1947年國家安全法》與雷根总统签署的第12333号行政命令中，将隐蔽行动定义为美国政府可以合法否认的政治和军事上的“特殊活动”。依1991年《情报授权法》与《美國法典第50卷》第413节被确立为惟一的隐蔽行动执行机构。按照1991年《情报授权法》的Huges–Ryan增修条款，中情局必须拥有美国总统下发的“总统决定”（Presidential Finding）才可执行这些行动。这些总统决定受到美国参议院和众议院中监员会的监管，此一架构导致的结果是中情局“比其他联邦政府机构受到更多来自议会的监管”。中央情報局特別活動中心是美國國家秘密行動處下属的、负责隐蔽行动和“特殊活动”的機構。这些特殊活动包括暗中施加的政治影响和准军事行动。特別活動中心受美国国务卿监管。

## 执法
卧底行动，比如对有组织犯罪集团的渗透，是由执法部门执行的。这些行动旨在阻止和侦查犯罪活动，以及收集信息以供未来的逮捕或起诉使用。

## 军事情报与外交策略
隐蔽行动与秘密行動不同。按美國《国防部军事与相关术语词典》的定义，“隐蔽行动”是指“經专门规划与执行，以便隐藏赞助者的身份或为其提供合理否認的军事行动”。隐蔽行动的重点是隐藏赞助者身份，而非行动本身。换句话说，秘密（clandestine）意味着隐藏（hidden），而隐蔽（covert）则表示可否认（合理推诿）。自第二次世界大战後，美国国防部的这一定义被美国和北约所采用。
隐蔽行动通常在针对目标公开行动可能导致不利局面的情况下被采用。这些行动一般在目标国家是非法的，而且也经常触犯赞助者所屬国家的法律。为了确保外交政策中有争议的部分得到支持，一国政府可能针对自己的盟友展开隐蔽行动，也可能与它们合作执行隐蔽行动。隐蔽行动可能包括破坏活动、暗杀、支持政变、或支持颠覆：实施技巧则包括使用伪旗行动或掩护机构 。
在一些情况下，参与隐蔽行动的组织的活动与傀儡组织的活动类似，甚至有所重叠。虽然隐蔽组织通常有着军事或准军事性质——比如纳粹时期的DVS德国航空运输学院——两者的界限在傀儡组织参与恐怖活动与有组织犯罪的情况下变得模糊。

## 示例
- 积极措施（英语：active measures）
- 天譴行動
- 猿人作战
- 伊朗门事件
- 忠義服務隊
- 荷蘭馬列主義黨
- 美軍援越司令部研究觀察團（MACV-SOG）
- 美航公司（英语：Air America (airline)）
- 休斯顿计划（英语：Huston Plan）

## 相關大眾文化
隐蔽行动是通俗文学、电影、电视剧、漫画等的題材之一。比如美国电视剧越狱风云中的“公司”就是一个虚构的隐蔽组织。